# Llaylla (distrito)
Llaylla é um distrito do peru, departamento de Junín, localizada na província de Satipo.

## Transporte
O distrito de LLaylla é servido pela seguinte rodovia:
- PE-5S, que liga o distrito de Chanchamayo (Região de Junín)à Fronteira Bolívia-Peru (em Puerto Maldonado) - no distrito de Tambopata (Região de Madre de Dios)
- PE-28C, que liga a cidade ao distrito de Ayna (Região de Ayacucho)[2][3][4]